# Грундтвиг, Николай Фредерик Северин
Николай Фредерик Северин Грундтвиг (дат. Nikolaj Frederik Severin Grundtvig; 8 сентября 1783 — 2 сентября 1872) — датский священник, писатель и философ, одна из ключевых фигур в истории Дании.

## Биография
Николай Фредерик Северин Грундтвиг родился 8 сентября 1783 года в семье пастора. В 1803 году получил степень бакалавра теологии в  Копенгагенском университете, где специализировался в изучении исландского языка. Опубликовал несколько томов оригинальных стихотворений, перевод на датский язык англосаксонского эпоса «Беовульф» (1820, первый из переводов «Беовульфа» на современный язык), ряд книг по всемирной истории, филологические исследования древнескандинавской литературы, острые статьи по религиозным и церковным вопросам.
В 1821 году рукоположен в священника, а с 1861 года епископом (фактическим главой лютеран Дании). В 1848 году был избран в Учредительное собрание, принявшее Конституцию Дании, но в финальном голосовании по Конституции не голосовал. В 1850—1858 гг. был членом датского парламента, а в 1866 г. в обстановке острого гражданского кризиса после поражения Дании в войне с Пруссией вернулся в парламент и возглавил в нём левую оппозицию.
Труды и проповеди Грундтвига, начиная с 1840-х гг., заложили основы современного датского национального самосознания: в них, в частности, рассматривается проблема национальной гордости малого народа, состоятельность и успешность государства ставится в прямую зависимость от счастья и благополучия его граждан.
Грундтвиг был инициатором создания так называемых «народных университетов» — школ для взрослых, где можно было получить образование по многим отраслям знаний. Это способствовало дальнейшему повышению уровня культуры всего населения страны. В области образования для взрослых Дания стала образцом, которому потом следовали другие европейские государства.
В ряду четырёх наиболее знаменитых датских авторов духовных песен (Томас Хансен Кинго, Ханс Адольф Брорсон, Николай Фредерик Северин Грундтвиг и Бернхард Северин Ингеманн) он, согласно «ЭСБЕ», занимает весьма почётное место.